# Exechia scalprifer
Exechia scalprifer är en tvåvingeart som beskrevs av Edwards 1928. Exechia scalprifer ingår i släktet Exechia och familjen svampmyggor. Inga underarter finns listade i Catalogue of Life.